# William Jones (nhà toán học)
William Jones, FRS (1675 - 3 tháng 7 năm 1749 [1]) là một trong những người của xứ Wales, tình yêu của họ 1 vòng vòng vì vậy Ông là bạn của Ngài Isaac Newton và Ngài Edmund Halley. Ngày tháng 11 tháng 11 năm 1711, anh ấy thật thành [2]
William Jones được sinh ra là con trai của Sion senoir (John George Jones) và Elizabeth Rowland tại xứ đạo Llanfihangel Tre'r Beirdd, khoảng 4 dặm (6,4 km) về phía tây Benllech trên đảo Anglesey. Anh theo học tại một trường từ thiện tại Llanfechell, cũng trên đảo Anglesey, nơi tài năng toán học của anh được phát hiện bởi chủ sở hữu địa phương, người đã sắp xếp cho anh một công việc ở London làm việc trong một nhà đếm của thương gia.  Ông nợ một phần sự nghiệp thành công của mình một phần nhờ sự bảo trợ của gia đình Bul siêu nổi tiếng ở phía bắc xứ Wales, và sau đó là Bá tước Mac Giáofield.[cần dẫn nguồn ]
Jones ban đầu phục vụ trên biển, dạy toán trên tàu Hải quân từ năm 1695 đến 1702, nơi ông trở nên rất quan tâm đến việc điều hướng và xuất bản Bản tóm tắt mới về Nghệ thuật dẫn đường toàn bộ năm 1702,  dành riêng cho ân nhân John Harris.  Trong công việc này, ông đã áp dụng toán học vào điều hướng, nghiên cứu các phương pháp tính toán vị trí trên biển. Sau khi chuyến đi của anh kết thúc, anh trở thành một giáo viên toán học ở London, cả trong quán cà phê và làm gia sư riêng cho con trai của Bá tước tương lai Mac Giáo và cũng là Nam tước tương lai. Ông cũng đã tổ chức một số bài viết không mong muốn trong các văn phòng chính phủ với sự giúp đỡ của các học trò cũ của ông.[ cần dẫn nguồn ]
Cách sử dụng π của Jones
Jones đã xuất bản Synopsis Palmariorum Matheseos vào năm 1706, một công trình dành cho người mới bắt đầu và bao gồm các định lý về phép tính vi phân và chuỗi vô hạn. Điều này đã sử dụng π cho tỷ lệ chu vi với đường kính, theo các chữ viết tắt trước đó cho từ ngoại vi từ tiếng Hy Lạp (περιφέρεια) của William Oughtred và những người khác.  Phân tích công việc năm 1711 của ông trên mỗi loạt lượng tử, từ thông dụng ac differias đã đưa ra ký hiệu dấu chấm cho sự khác biệt trong tính toán.  Năm 1731, ông xuất bảnCác diễn ngôn về triết lý tự nhiên của các yếu tố.
Ông đã nhận thấy và kết bạn với hai trong số các nhà toán học hàng đầu của Anh - Edmund Halley và Sir Isaac Newton - và được bầu một viên của Hội Hoàng gia năm 1711. Sau đó, ông trở thành chủ bút và nhà xuất bản của nhiều bản thảo của Newton và xây dựng một thư viện đặc biệt mà là một trong những bộ sưu tập sách vĩ đại nhất về khoa học và toán học từng được biết đến và chỉ mới được phát tán gần đây.
Ông kết hôn hai lần, đầu tiên là góa phụ của ông chủ nhà đếm tiền, tài sản mà ông được thừa kế từ cái chết của bà, và thứ hai, vào năm 1731, Mary, cô con gái 22 tuổi của thợ làm tủ George Nix, người mà ông có hai người còn sống bọn trẻ. Con trai ông, cũng tên là William Jones và sinh năm 1746, là một nhà triết học nổi tiếng, người đã thiết lập mối liên kết giữa tiếng Latin, tiếng Hy Lạp và tiếng Phạn, dẫn đến khái niệm nhóm ngôn ngữ Ấn-Âu.